# برای سرگرمی (فیلم ۲۰۲۴)
برای سرگرمی (به هندی: Khel Khel Mein) و (به انگلیسی: All in fun and games) فیلمی محصول سال ۲۰۲۴ و به کارگردانی موداسار عزیز است. در این فیلم بازیگرانی همچون آکشی کومار، تاپسی پانو، فردین خان، وانی کاپور، آمی ویرک، پراگیا جایسوال، آدیتیا سیال و چیترانگادا سینگ ایفای نقش کرده‌اند.